# Lovci mustangů
Lovci mustangů (1965, The Mustangers) je dobrodružný westernový román pro mládež od americké spisovatelky Lee McGiffinové.

## Obsah románu
Příběh románu začíná roku 1873 a jeho hlavním hrdinou je patnáctiletý Andrew Taylor, údajný sirotek živený příbuzenstvem, který pracuje jako poslíček ve vydavatelství Amos Finch a spol. v New Yorku. Protože rád čte šestákové romány o divokém západě, má romantické sny o tom, že se tam jednou podívá.
Jednoho dne náhodou otevře dopis své tety a zjistí, že jeho otec Chadwick Taylor je naživu, a že od roku 1858, kdy se Andy narodil, pravidelně posílá na jeho výchovu peníze. Poslední dopis poslal z Texasu ze San Antonia, kam kdysi odjel, aby naše! vhodné podnebí pro svou manželku (Andyho matku), která trpěla plicní chorobou a která tam zemřela. Protože v dopise byly také peníze, Andy se rozhodl, že za otcem odjede. Napíše otci na adresu hotelu, odkud byl dopis poslán, a koupi si místo na lodi Hvězda Texasu plující do Galvestonu. Čeká, že mu táta přijde naproti, ale nestane se tak.
Cesta do San Antonia není nikterak jednoduchá. Andy jede nejprve den vlakem a pak dva dny ve starém rozhrkaném dostavníku. V San Antoniu na uvedené adrese ale tátu nenajde. Otec tu zřejmě v hotelu napsal dopis, ale teď může být kdovíkde. Seznámí se však s lovcem mustangů Mattem Kirbem, který mu nabídne, aby s ním šel pracovat pro koňský ranč Tylera Colemana, což Andy nakonec rád přijme.
Na ranč jedou na koni, což Andy do té doby nikdy nedělal. Kirbo jej na pětidenní cestě naučí spoustu potřebných věcí pro přežití v divočině. Na ranči pak Andy brzy zjistí, jak se liší realita od jeho představ vyvolaných četbou braků, když pozná tvrdou práci lovů mustangů, Brzy si ale ochočí vlastního koně, kterého pojmenuje Prašák podle toho, že má barvu jako prach na zemi.
Jednoho dne se dozví, že v San Antoniu byl zatčen nějaký Chadwick Taylor za to, že v saloonu Alamo zastřelil zezadu jednoho muže, který jej nařkl z toho, že hraje s falešnými kostkami. Jede se na muže podívat do vězení a zjistí, že to není jeho otec, že se za něho pouze vydává, ale že má některé jeho dokumenty. Matt Kirbo v muži pozná zločince Barta Cluetta, co jeho rodině kdysi ukradl koně a zapálil stavení. Chce ho proto zabít, ale Andy ho přesvědčí, aby raději z něho vytáhl, kde jeho otce přepadl.
Andy se domnívá, že jeho otec je opravdu mrtev, protože Bart Cluett se přiznal, že jej nechal bez vody a svázaného asi dvacet mil na sever od El Pasa. Šerif však dostane zprávu, že na určeném místě našli jenom stopy kol těžkých povozů, co jely na sever, takže Andyho otec byl zřejmě zachráněn. Další informace byla o tom, že odjel lovit bizony někam poblíž Dodge City. Andy se ho proto vydá s Mattem hledat.
V Dodge City oba zjistí, že Andyho otec se vydal na lov do Stake Plains. To vyvolá střetnutí s Komanči, kteří si chrání svá loviště. Při útoku Indiánů na obchodní stanici v Adobe Walls Andy zjistí, že bojuje po boku svého otce.
Andy brzy pozná, že jeho otec je muž, který nedokáže zůstat dlouho na jednom místě, že má vrozenou touhou toulat se neustále světem. Netrvá to dlouho a otec se s Andym rozloučí a odjede do Nového Mexika. Andy s Mattem však tuláky nejsou. Jsou to osadníci, kteří zůstávají s půdou živitelkou.

## Česká vydání
- Lovci mustangů, Albatros, Praha 1972, přeložil Jan Beránek.